# Johannes Stenrat

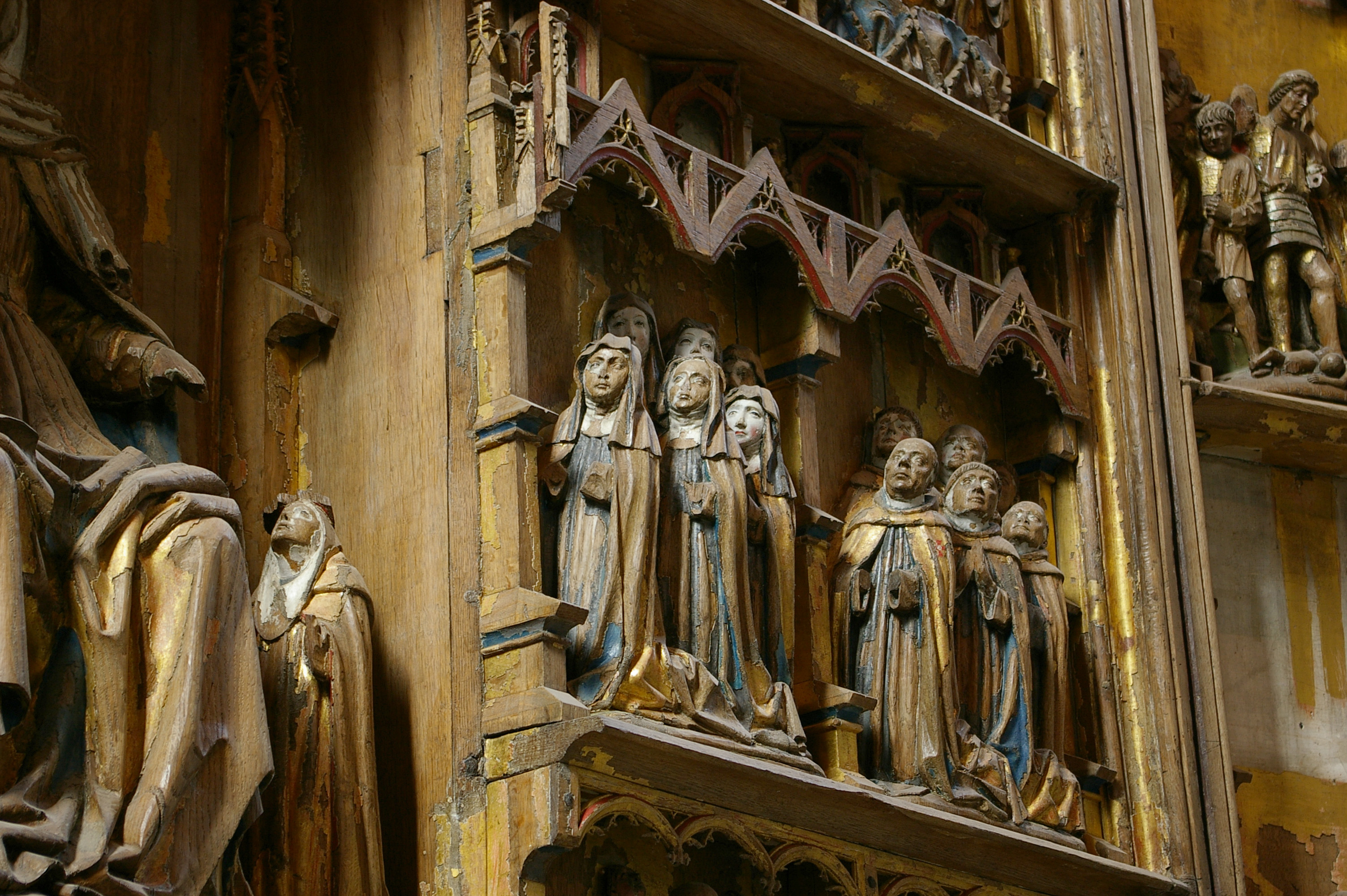
Detaljbild av altartavlan i Vadstena kloster skapad av Johannes Stenrat och Hans Hesse.

Johannes Stenrat (ibland Hans Stenrat, Stenradh, Stenrat Lübeck, Stenrode, Steynrot), född ca 1410 i Lübeck, död 1484, var en tysk träsnidare och målare, aktiv i Lübeck.

## Biografi
Stenrat var född och verkar ha levat större delen av sitt liv i Lübeck. År 1455 köpte han ett hus vid Schmiedestrasse och bör då rimligen redan tidigare ha varit en välbeställd mästare. Hans namn förekommer ofta i stadsarkivet mellan 1455 och 1484. I poster från denna tid benämns han alltid med det lågtyska ordet meler, som ordagrant betyder målare men i Östersjöområdet på den tiden betecknade en konstnär som arbetade både som träsnidare och målare. 
År 1458 fick han i uppdrag att färdigställa en altartavla för Vadstena kloster. Arbetet med altartavlan hade påbörjats två år tidigare av Hans Hesse, men tydligen hade denne aldrig avslutat sitt arbete. Det är inte helt klart vilka delar av altartavlan som gjordes av respektive konstnär. Stenrats signatur (nu raderad) placerades också på en altartavla i Bälinge kyrka utanför Uppsala. 

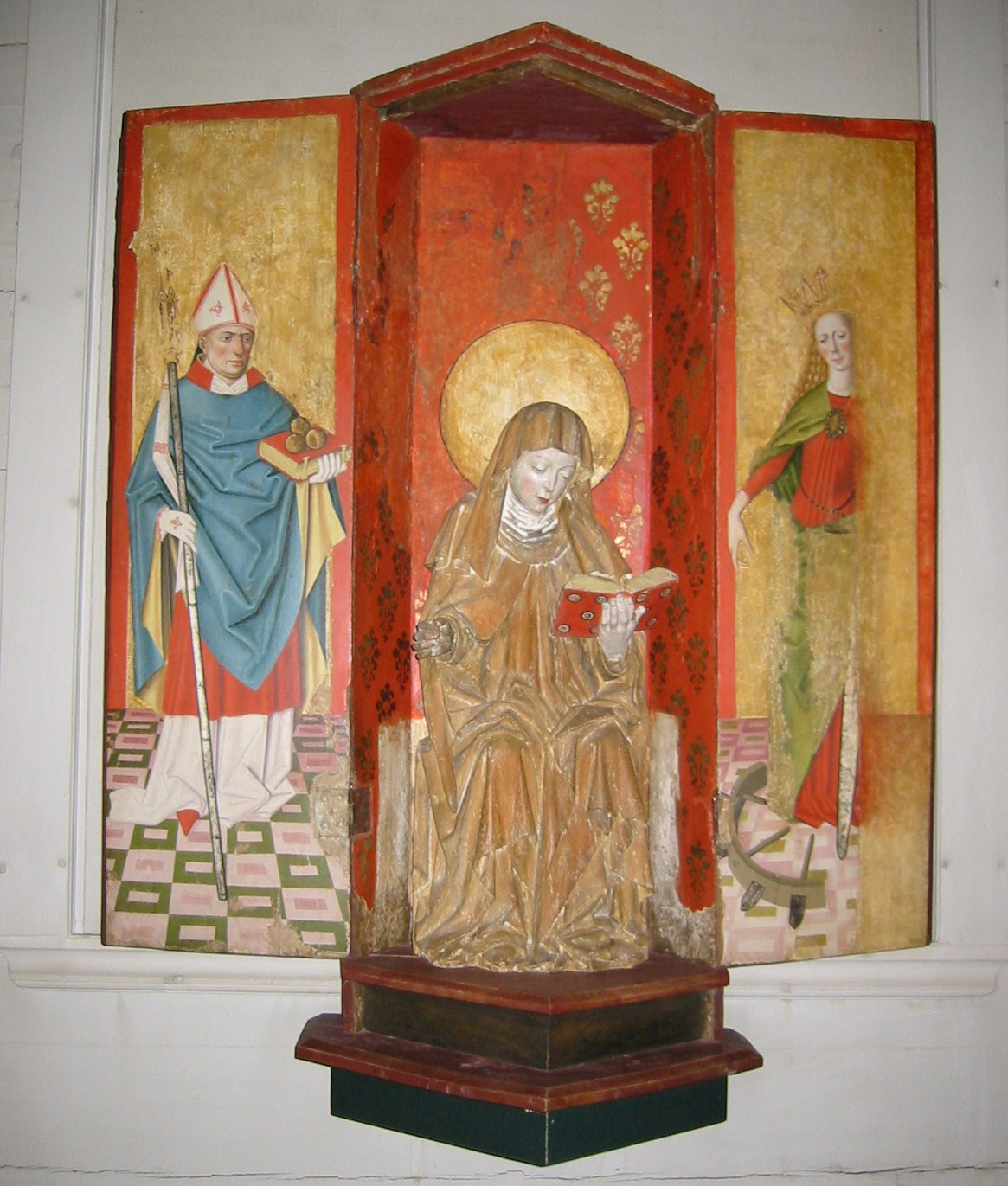
Birgittaskulptur i Kråksmåla kyrka.

En altartavla i St. Annes Museum i Lübeck kan också säkert tillskrivas Stenrat, och en målning i Nikolaikyrkan i Rostock visar många likheter med Vadstena altartavla. Dessutom har flera altartavlor i svenska kyrkor, t.ex. Kråksmåla, Rumskulla, Torsås, Salem, Sorunda, Bälinge och Högsrum tillskrivits Stenrat, men dessa uppgifter förblir mer eller mindre osäkra.
Stenrat betraktas som en viktig länk mellan Master Francke och Bernt Notke i den lågtyska sniderikonsten.